# 遅塚麗水
遅塚 麗水（ちづか れいすい、1867年2月1日（慶応2年12月27日）-1942年（昭和17年）8月23日）は明治から昭和期にかけての作家、新聞記者。本名は金太郎。別号に紫仙波、踏波山、俳号には松白を用いた。紀行文の大家として知られている。

## 略歴
1867年2月1日（慶応2年12月27日）に父・保と母・しをの長男として生まれる。生まれは駿河国駿東郡沼津であったが、一家は1874年（明治7年）に上京した。その後は転居を繰り返した為、遅塚は複数の小学校で学ぶこととなった。後には幼なじみであった幸田露伴からの薦めで、伴に菊地松軒の迎曦塾で漢学を学んでいる。父の死去後は、独学によって小学校教員試験に合格し、教員生活を経たのち、逓信省の雇員となったが1889年（明治22年）7月に退職した。
翌1890年（明治23年）に露伴との合作となる『冷于氷』を読売新聞に発表、同年に郵便報知新聞社に入社し、郵便報知新聞をはじめ「新著百種」や「国民之友」などに小説の執筆を続け、『青年文学』の編集に携わっていく。やがては村井弦斎、原抱一庵、村上浪六との四人で「報知の四天王」と称されるようになる。1893年（明治26年）1月に「国民之友」に発表した小説『不二の高根』が好評を博し、山岳文学の先駆けとして高い評価を得ている。
1894年（明治27年）に日清戦争が勃発すると郵便報知新聞社から推薦を受けて、前川羊角と供に同社の従軍記者として朝鮮へ渡った。遅塚は同年12月に日清戦争従軍の記録『陣中日記』（春陽堂）を上梓した。朝鮮の文化風俗を丹念に記したこの『陣中日記』も遅塚の代表作の一つである。同月の帰国後は都新聞に席を移す。遅塚は小説の執筆も続けたが、各地へ歴訪して『日本名勝記』を筆頭として『ふところ硯』（明治39年6月出版 左久良書房）、『露布衣』（明治41年1月出版 文禄堂）、『山水往来』（明治43年7月出版 良明堂）などの紀行文集を刊行し、独自の地位を確立した。
その後は国外へも足を伸ばすようになり、『山東遍路』（大正4年5月出版 春陽堂）、『新入蜀記』（大正15年12月出版 大阪屋号書店）、『南洋に遊びて』（昭和3年3月出版 大阪屋号書店）、『満鮮趣味の旅』（昭和5年3月出版 大阪屋号書店）などの紀行文を著している。1938年（昭和13年）に都新聞編集顧問を辞職してからは、大宮の自宅で漢詩、和歌などを詠んで余生を送った。1942年8月23日に脳溢血で亡くなる。享年77。

## 主な著作
紀行文
- 『日本名勝記』春陽堂、1898年。上巻: NDLJP:762830、下巻: NDLJP:762831。
- 『南洋に遊びて』大阪屋号書店、1928年。NDLJP:1176350

小説
- 『乳屋の娘』良明堂、1908年。NDLJP:887228

文学全集
- 『明治文学全集』根岸派文学集　筑摩書房、1981年。全国書誌番号:81026678、NCID BN00235644。